# Tallarina
|  | No s'ha de confondre amb tellerina. |

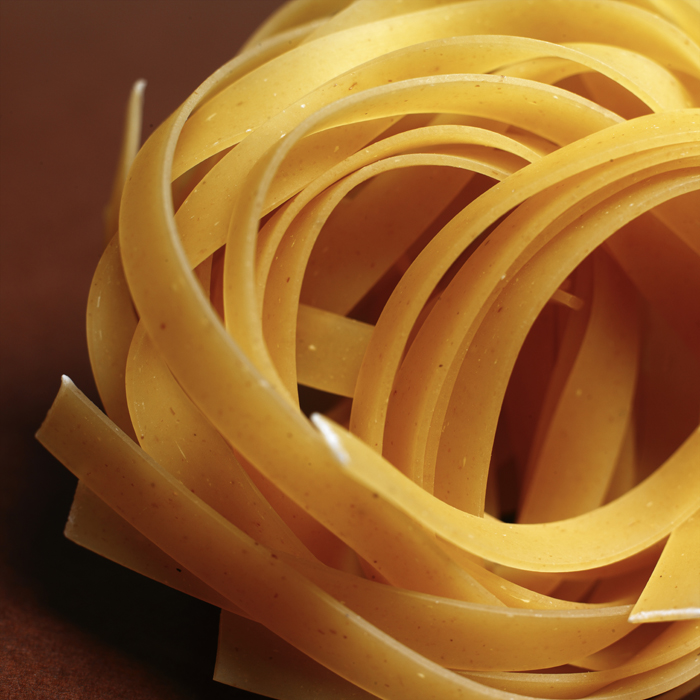
Tallarines crues

Les tallarines o tallarins, i vetes, de tagliatelle (italià), és un tipus de pasta italiana amb forma de veta. Les tallarines són originàries de l'Emilia-Romagna. El nom tagliatelle (singular "tagliatella") prové de l'italià "tagliare" (tallar). Les tagliatelle són similars a les fettuccine però més fines (la forma és pràcticament idèntica). Aquestes dues varietats de pasta són d'una amplada més gran que les linguine. Però, en alguns indrets del País Valencià, es diu tallarina a allò que els castellans coneixen com a "telaraña".
Aquesta pasta és ideal per menjar amb salses espesses, com la bolonyesa i la salsa napolitana. Les tallarines també es mengen sovint a la carbonara i amb salses a base de bolets (con funghi) o albergínia (con le melanzane).